# Saturn Awards 2011
La 37ª edizione dei Saturn Awards si è svolta il 23 giugno 2011 a Burbank in California, per premiare le migliori produzioni cinematografiche del 2010.

## Candidati e vincitori
I vincitori sono indicati in grassetto, a seguire gli altri candidati.

### Film

#### Miglior film di fantascienza
- Inception, regia di Christopher Nolan[3]
- Hereafter, regia di Clint Eastwood
- Iron Man 2, regia di Jon Favreau
- Non lasciarmi (Never Let Me Go), regia di Mark Romanek
- Splice, regia di Vincenzo Natali
- Tron: Legacy, regia di Joseph Kosinski

#### Miglior film fantasy
- Alice in Wonderland, regia di Tim Burton[4]
- Le cronache di Narnia - Il viaggio del veliero (The Chronicles of Narnia: The Voyage of the Dawn Treader), regia di Michael Apted
- Scontro tra titani (Clash of the Titans), regia di Louis Leterrier
- Harry Potter e i Doni della Morte - Parte 1 (Harry Potter and the Deathly Hallows - Part 1), regia di David Yates
- Scott Pilgrim vs. the World, regia di Edgar Wright
- The Twilight Saga: Eclipse, regia di David Slade

#### Miglior film horror/thriller
- Blood Story (Let Me In), regia di Matt Reeves[5]
- Kick-Ass, regia di Matthew Vaughn
- The American, regia di Anton Corbijn
- Il cigno nero (Black Swan), regia di Darren Aronofsky
- Shutter Island, regia di Martin Scorsese
- Wolfman (The Wolfman), regia di Joe Johnston

#### Miglior film d'azione/avventura
- Salt, regia di Phillip Noyce[6]
- I mercenari - The Expendables (The Expendables), regia di Sylvester Stallone
- The Green Hornet, regia di Michel Gondry
- Red, regia di Robert Schwentke
- Robin Hood, regia di Ridley Scott
- Il Grinta (True Grit), regia di Joel ed Ethan Coen
- Unstoppable - Fuori controllo (Unstoppable), regia di Tony Scott

#### Miglior attore
- Jeff Bridges - Tron: Legacy
- Leonardo DiCaprio - Shutter Island
- Robert Downey Jr. - Iron Man 2
- Ryan Reynolds - Buried - Sepolto (Buried (Enterrado))
- George Clooney - The American
- Leonardo DiCaprio - Inception

#### Miglior attrice
- Natalie Portman - Il cigno nero (Black Swan)
- Noomi Rapace - Uomini che odiano le donne (Män som hatar kvinnor)
- Cécile de France - Hereafter
- Angelina Jolie - Salt
- Carey Mulligan - Non lasciarmi (Never Let Me Go)
- Ellen Page - Inception

#### Miglior attore non protagonista
- Andrew Garfield - Non lasciarmi (Never Let Me Go)
- Christian Bale - The Fighter
- Tom Hardy - Inception
- Garrett Hedlund - Tron: Legacy
- John Malkovich - Red
- Mark Ruffalo - Shutter Island

#### Miglior attrice non protagonista
- Mila Kunis - Il cigno nero (Black Swan)
- Scarlett Johansson - Iron Man 2
- Keira Knightley - Non lasciarmi (Never Let Me Go)
- Helen Mirren - Red
- Vanessa Redgrave - Letters to Juliet
- Jacki Weaver - Animal Kingdom

#### Miglior attore emergente
- Chloë Grace Moretz - Blood Story (Let Me In)
- Logan Lerman - Percy Jackson e gli dei dell'Olimpo - Il ladro di fulmini (Percy Jackson and the Olympians: The Lightning Thief)
- George McLaren e Frankie McLaren - Hereafter
- Kodi Smit-McPhee - Blood Story (Let Me In)
- Will Poulter - Le cronache di Narnia - Il viaggio del veliero (The Chronicles of Narnia: The Voyage of the Dawn Treader)
- Hailee Steinfeld - Il Grinta (True Grit)
- Charlie Tahan - Segui il tuo cuore (Charlie St. Cloud)

#### Miglior regia
- Christopher Nolan - Inception[7]
- Clint Eastwood - Hereafter
- Darren Aronofsky - Il cigno nero (Black Swan)
- Matt Reeves - Blood Story (Let Me In)
- Martin Scorsese - Shutter Island
- David Yates - Harry Potter e i Doni della Morte - Parte 1 (Harry Potter and the Deathly Hallows: Part 1)

#### Miglior sceneggiatura
- Christopher Nolan - Inception
- Michael Arndt - Toy Story 3 - La grande fuga (Toy Story 3)
- Alex Garland - Non lasciarmi (Never Let Me Go)
- Mark Heyman, Andres Heinz e John McLaughlin - Il cigno nero (Black Swan)
- Peter Morgan - Hereafter
- Matt Reeves - Blood Story (Let Me In)

#### Miglior scenografia
- Tron: Legacy
- Dragon Trainer (How to Train Your Dragon)
- Shutter Island
- Wolfman (The Wolfman)
- Inception
- Alice in Wonderland

#### Miglior colonna sonora
- Hans Zimmer - Inception
- Daft Punk - Tron: Legacy
- Clint Eastwood - Hereafter
- Michael Giacchino - Blood Story (Let Me In)
- Gottfried Huppertz - The Complete Metropolis
- John Powell - Dragon Trainer (How to Train Your Dragon)

#### Miglior costumi
- Colleen Atwood - Alice in Wonderland
- Jany Temime - Harry Potter e i Doni della Morte - Parte 1 (Harry Potter and the Deathly Hallows: Part 1)
- Milena Canonero - Wolfman (The Wolfman)
- Isis Mussenden - Le cronache di Narnia - Il viaggio del veliero (The Chronicles of Narnia: The Voyage of the Dawn Treader)
- Michael Wilkinson - Tron: Legacy
- Janty Yates - Robin Hood

#### Miglior trucco
- Rick Baker e Dave Elsey - Wolfman (The Wolfman)
- Greg Nicotero e Howard Berger - Splice
- Mark Coulier, Nick Dudman e Amanda Knight - Harry Potter e i Doni della Morte - Parte 1 (Harry Potter and the Deathly Hallows - Part 1)
- Andy Clement e Donald Mowat - Repo Men
- Andy Clement, Jennifer McDaniel e Tarra D. Day - Blood Story (Let Me In)
- Lindsay MacGowan e Shane Mahan - Alice in Wonderland

#### Migliori effetti speciali
- Chris Corbould, Paul Franklin, Andrew Lockley e Peter Begg - Inception
- Eric Barba, Steve Preeg, Karl Denham e Nikos Kalaitzidis - Tron: Legacy
- Angus Bickerton e Barrie Helmsley - Le cronache di Narnia - Il viaggio del veliero (The Chronicles of Narnia: The Voyage of the Dawn Treader)
- Tim Burke, John Richardson, Nicholas Ait'Hadi e Christian Manz - Harry Potter e i Doni della Morte - Parte 1 (Harry Potter and the Deathly Hallows - Part 1)
- Ken Ralston, Tom Peitzman, David Schaub e Carey Villegas - Alice in Wonderland
- Janek Sirrs, Ben Snow, Ged Wright e Daniel Sudick - Iron Man 2

#### Miglior film internazionale
- Monsters, regia di Gareth Edwards ( Regno Unito)
- Metropolis, regia di Fritz Lang ( Germania)
- Centurion, regia di Neil Marshall ( Regno Unito)
- Uomini che odiano le donne (Män som hatar kvinnor), regia di Niels Arden Oplev ( Danimarca/ Svezia)
- Madre (마더), regia di Bong Joon-ho ( Corea del Sud)
- Trasporto eccezionale - Un racconto di Natale (Rare Exports), regia di Jalmari Helander ( Norvegia/ Finlandia)

#### Miglior film d'animazione
- Toy Story 3 - La grande fuga (Toy Story 3), regia di Lee Unkrich
- Cattivissimo me (Despicable Me), regia di Pierre Coffin e Chris Renaud
- Dragon Trainer (How to Train Your Dragon), regia di Chris Sanders e Dean DeBlois
- Il regno di Ga'Hoole - La leggenda dei guardiani (Legend of the Guardians: The Owls of Ga'Hoole), regia di Zack Snyder
- Shrek e vissero felici e contenti (Shrek Forever After), regia di Tim Sullivan
- Rapunzel - L'intreccio della torre (Tangled), regia di Nathan Greno e Byron Howard

### Televisione

#### Miglior serie televisiva trasmessa da una rete
- Fringe
- Lost
- Smallville
- Supernatural
- V
- The Vampire Diaries

#### Miglior serie televisiva trasmessa via cavo
- Breaking Bad
- The Closer
- Dexter
- Eureka
- Leverage - Consulenze illegali (Leverage)
- Spartacus: Blood and Sand
- True Blood

#### Miglior presentazione televisiva
- The Walking Dead
- Doctor Who
- Kung Fu Panda Holiday Special
- The Pillars of the Earth
- Sherlock
- Spartacus - Gli dei dell'arena (Spartacus: Gods of the Arena)

#### Miglior attore in una serie televisiva
- Stephen Moyer - True Blood
- Bryan Cranston - Breaking Bad
- Matthew Fox - Lost
- Michael C. Hall - Dexter
- Timothy Hutton - Leverage - Consulenze illegali (Leverage)
- Andrew Lincoln - The Walking Dead

#### Miglior attrice in una serie televisiva
- Anna Torv - Fringe
- Sarah Wayne Callies - The Walking Dead
- Erica Durance - Smallville
- Elizabeth Mitchell - V
- Anna Paquin - True Blood
- Kyra Sedgwick - The Closer

#### Miglior attore non protagonista in una serie televisiva
- Lucy Lawless - Spartacus: Blood and Sand
- Laurie Holden - The Walking Dead
- Morena Baccarin - V
- Gina Bellman - Leverage - Consulenze illegali (Leverage)
- Jennifer Carpenter - Dexter
- Beth Riesgraf - Leverage - Consulenze illegali (Leverage)

#### Miglior attrice non protagonista in una serie televisiva
- John Noble - Fringe
- Michael Emerson - Lost
- Dean Norris - Breaking Bad
- Terry O'Quinn - Lost
- Aaron Paul - Breaking Bad
- Lance Reddick - Fringe
- Steven Yeun - The Walking Dead

#### Miglior guest star in una serie televisiva
- Richard Dreyfuss - Weeds
- Joe Manganiello - True Blood
- Giancarlo Esposito - Breaking Bad
- Noah Emmerich - The Walking Dead
- John Terry - Lost
- Seth Gabel - Fringe

### Home video

#### Miglior DVD/Blu-ray
- Never Sleep Again: The Elm Street Legacy
- La scomparsa di Alice Creed (The Disappearance of Alice Creed)
- Banlieue 13 Ultimatum
- The Good Heart - Carissimi nemici (The Good Heart)
- The New Daughter
- The Square

#### Miglior DVD/Blu-ray (film)
- Alien Anthology
- Ritorno al futuro (Back to the Future) - 25º anniversario della trilogia
- Clint Eastwood - 35 film in 35 anni alla Warner Bros.
- Fantomas - collezione dei 5 film
- Film Noir Classic Collection - volume 5
- Vengeance Trilogy

#### Miglior edizione speciale DVD/Blu-ray
- Avatar
- Monsters
- La battaglia dei tre regni (赤壁)
- Robin Hood
- Salt
- Wolfman (The Wolfman)

#### Miglior DVD/Blu-ray (serie TV)
- Ai confini della realtà (The Twilight Zone) - stagione 1 e 2
- Lost - stagione 6
- L'uomo da sei milioni di dollari (The Six Million Dollar Man)
- Spazio 1999 (Space: 1999) - stagione 1
- Thriller
- Viaggio in fondo al mare (Voyage to the Bottom of the Sea) - stagione 4, volume 2

#### Miglior edizione DVD/Blu-ray di un film classico
- Metropolis
- Cronos
- L'esorcista (The Exorcist)
- King Kong
- Pandora (Pandora and the Flying Dutchman)
- Psyco (Psycho)